# Sandra Azón
Sandra Azón Canalda (Barcelona, 12 de noviembre de 1973) es una deportista española que compitió en vela en las clases 470 e Yngling. Es hermana de la también regatista olímpica Mónica Azón.
Participó en tres Juegos Olímpicos de Verano, obteniendo una medalla de plata en Atenas 2004, en la clase 470 (junto con Natalia Vía-Dufresne), el sexto lugar en Sídney 2000 (470) y el 14.º en Pekín 2008 (Yngling).
Ganó dos medallas de bronce en el Campeonato Mundial de 470, en los años 2000 y 2001, y dos medallas en el Campeonato Europeo de 470, oro en 2003 y plata en 2001. También obtuvo dos medallas de oro en el Campeonato Mundial de Yngling, en los años 2002 y 2006, y una medalla de oro en el Campeonato Europeo de Yngling de 2006.

## Palmarés internacional
| Juegos Olímpicos   | Juegos Olímpicos         | Juegos Olímpicos  | Juegos Olímpicos |
| Año                | Lugar                    | Medalla           | Clase            |
| ------------------ | ------------------------ | ----------------- | ---------------- |
| 2004               | Atenas ( Grecia)         | Medalla de plata  | 470              |
| Campeonato Mundial |                          |                   |                  |
| Año                | Lugar                    | Medalla           | Clase            |
| 2000               | Balatonfüred ( Hungría)  | Medalla de bronce | 470              |
| 2001               | Koper ( Eslovenia)       | Medalla de bronce | 470              |
| Campeonato Europeo |                          |                   |                  |
| Año                | Lugar                    | Medalla           | Clase            |
| 2001               | Dún Laoghaire ( Irlanda) | Medalla de plata  | 470              |
| 2003               | Brest ( Francia)         | Medalla de oro    | 470              |

| Campeonato Mundial | Campeonato Mundial        | Campeonato Mundial | Campeonato Mundial |
| Año                | Lugar                     | Medalla            | Clase              |
| ------------------ | ------------------------- | ------------------ | ------------------ |
| 2002               | Brunnen ( Suiza)          | Medalla de oro     | Yngling            |
| 2006               | La Rochelle ( Francia)    | Medalla de oro     | Yngling            |
| Campeonato Europeo |                           |                    |                    |
| Año                | Lugar                     | Medalla            | Clase              |
| 2006               | Medemblik ( Países Bajos) | Medalla de oro     | Yngling            |